# Hans-Ludwig Grüschow
Hans-Ludwig Grüschow (* 21. Dezember 1935 in Hamburg) war vom 1. Januar 1997 bis zu seinem Rücktritt am 29. Juli 2005 Vorstandsvorsitzender der Stiftung Deutsche Sporthilfe, deren Kuratoriumsmitglied er seit 1990 ist. Von 1994 bis 1996 fungierte er bereits als Schatzmeister. Nach Ermittlungen der Staatsanwaltschaft Dresden war am 17. Juli 2005 der Verdacht aufgekommen, dass Grüschow in die Affäre um den früheren MDR-Sportchef Wilfried Mohren verwickelt sei. Das Verfahren wurde Ende 2009 eingestellt.

## Stationen
Als langjähriger Geschäftsführer, später Vorsitzender des Vorstandes, führte der 1935 in Hamburg geborene Unternehmer Grüschow den Energiespezialisten Techem AG 1999 erfolgreich an die Börse. Dieser war von 2000 bis 2007 im M-Dax notiert. Nach Studium und Ausbildung zum Textil-Techniker stieg er 1965 nach verschiedenen Tätigkeiten für Karstadt in die Geschäftsleitung des Alsterhauses in Hamburg ein, das damals zu Hertie gehörte. Bis 1983 war er für den Hertie-Konzern in unterschiedlichen Positionen tätig, ab 1976 als Vorstandsmitglied. Von 1987 bis 2003 war Grüschow für Techem tätig – zuletzt bis 1999 Vorstandsvorsitzender, danach bis 2003 Vorsitzender des Aufsichtsrats.

## Privates
Hans-Ludwig Grüschow ist von Jugend an dem Sport zugewandt. 1955 wurde er in Schleswig-Holstein Juniorenmeister über 200 Meter Hürden, bei Olympia Neumünster spielte er von 1953 bis 1956 in der Oberliga Feld-Handball. In seiner Freizeit betreibt er Tennis und Jogging, dem HSV ist er stets ein treuer Anhänger geblieben.
Neben dem Sport ist die Musik Grüschows zweite große Leidenschaft: er war Mitglied des Vorstands der Gesellschaft der Freunde von Bayreuth und Mitglied des Hochschulrates der Hochschule für Musik und Darstellende Kunst Frankfurt am Main.
Für seine zahlreichen ehrenamtlichen Verdienste – neben seinem Ehrenamt im Sport, in der Kulturförderung, bei der Ausbildung Jugendlicher und für den World Wildlife Fund – erhielt er 1997 das Bundesverdienstkreuz Erster Klasse und wurde 2002 zum Ehrenprofessor der Nationalen Sportakademie „Wassil Lewski“ der Universität Sofia ernannt.
Hans-Ludwig Grüschow ist mit Gisela Grüschow verheiratet und hat zwei Söhne. Er lebt in Neu Isenburg in der Nähe von Frankfurt am Main. Als Dank für sein großes Engagement als Mitbegründer und langjähriger Vorsitzender der Bürgerstiftung „Jugend und Beruf“ wurde er 2021 mit der Hugenottenmedaille der Stadt ausgezeichnet. 